# Wapen van Maassluis
Het wapen van Maassluis is een combinatie van het wapen van de heren van Egmond-Kenenburg, die het wapen van Egmond voerden met een blauwe barensteel en heren waren vanaf 1620, en het symbool van de Maas, de dwarsbalk. Het wapen werd op 24 juli 1816 door de Hoge Raad van Adel aan de gemeente Maassluis toegekend. Op 2 februari 1959 werd een iets aangepaste versie van wapen toegekend.

## Blazoen

### Eerste wapen
De beschrijving van het eerste wapen van Maassluis luidt als volgt: "Van goud beladen met 7 kepers van keel, en chef een lambel van 3 pendants van lazuur en in het midden een gegolfde fasce van zilver, brocherende beide op het geheel." Dit wil zeggen dat op een gele ondergrond (goud) 7 rode (keel) "kepers" zijn geplaatst, met een blauwe (lazuur) op drie plaatsen ondersteund horizontaal lijnstuk (symbool voor een jongere tak binnen een familie) boven in het wapen. In het midden loopt een witte (zilver) golflijn. Deze lijn stelt de rivier de Maas voor.

### Tweede wapen
De beschrijving luidt als volgt: "Gekeperd van goud en keel van 12 stukken; over alles heen in het schildhoofd een barensteel van azuur van 3 hangers en in het midden 3 golvende dwarsbalken, waarvan de eerste en de derde van azuur en de tweede van zilver. Het schild gedekt met een gouden kroon van 3 bladeren en 2 paarlen."
Het verschil met het eerste wapen zijn de twee blauwe golflijnen en de kroon.

## Verwant wapen

wapen van het huis Egmont